# Çayarxı
Çayarxı è un comune dell'Azerbaigian situato nel distretto di Göyçay. Conta una popolazione di 1 574 abitanti.